# FIDE Grand Prix 2008–2010
Der FIDE Grand Prix 2008–2010 war eine Serie von sechs Schachturnieren, die zwischen April 2008 und Mai 2010 ausgerichtet wurden. Die beiden besten Spieler der Turnierserie qualifizierten sich für das Kandidatenturnier zur Schachweltmeisterschaft 2012. Ausrichter der Turniere war der Weltschachbund FIDE in Zusammenarbeit mit seiner Vermarktungsfirma Global Chess. Sein Modus war an den des Schach-Weltcups 1988/89 angelehnt.

## Vorgeschichte und Planung
Nachdem in der jüngeren Vergangenheit mit verschiedenen WM-Formaten experimentiert worden war, ergab sich durch die Vereinigung der Weltmeisterschaft 2006 die Chance, ein neues WM-System zu etablieren. Gleichzeitig bestand aber auch die Notwendigkeit dazu, da das K.-o.-System, das bei den FIDE-Weltmeisterschaften 1999 bis 2004 und als Qualifikation für die WM 2007 angewandt worden war, von den Spitzenspielern immer weniger angenommen wurde.
Zunächst war ein veränderter World Cup im Gruppenmodus angedacht, der die Teilnahme der Spitzenspieler sichern und die Kritik am K.-o.-System vermeiden sollte. Die Idee bestand darin, in 16 8er-Gruppen zu spielen, deren Sieger anschließend in zwei 8er-Gruppen die Finalisten ausspielen würden.
Im Juni 2007 kündigte die FIDE dann jedoch einen anderen Qualifikationsmodus an, bei dem der Sieger des World Cups gegen den Sieger der neuen Grand-Prix-Serie in acht Partien den Herausforderer des Weltmeisters ausspielen sollte.
Die Planung beinhaltete sechs über zwei Jahre verteilte Rundenturniere in „führenden Städten der Welt“. Für die Jahre 2008 und 2009 war jeweils ein Turnier in Amerika, Asien und Europa geplant, und zwar im April, August und Dezember, um Konflikte mit anderen großen Schachturnieren zu vermeiden. Geplant war, dass 21 Spieler am Grand Prix teilnehmen, die jeweils vier Turniere spielen. Der Grand Prix war als fester Bestandteil für künftige Zyklen vorgesehen. Bewerber, die in den nächsten drei Zyklen jeweils ein Turnier ausrichten wollten, waren bevorzugt.
In Bezug auf das Interesse potentieller Veranstalter erwiesen sich die Pläne der FIDE als zu optimistisch. Es gelang offensichtlich nicht, einen amerikanischen Interessenten zu finden. Auch wurden nach Ablauf der Bewerbungsfrist mit Baku, Krasnojarsk, Doha, Montreux, Elista und Karlsbad nicht gerade führende Städte als Ausrichter präsentiert. Als Reservestädte waren Istanbul und Teheran vorgesehen. Krasnojarsk wurde schon nach kurzer Zeit durch Sotschi ersetzt.

## Qualifikation
Für den Grand Prix waren sieben Spieler gesetzt, neben Weltmeister Viswanathan Anand auch dessen Vorgänger Wladimir Kramnik und Wesselin Topalow sowie die Halbfinalisten des World Cups 2007, Gata Kamsky, Alexei Schirow, Magnus Carlsen und Sergei Karjakin.
Sieben weitere Spieler qualifizierten sich über ihr Elo-Rating von Januar 2007 und Oktober 2007: Wassyl Iwantschuk, Shakriyar Mamedyarov, Péter Lékó, Alexander Morosewitsch, Lewon Aronjan, Teimour Radjabov und Boris Gelfand.
Die Reserveliste bestand aus Michael Adams, Pjotr Swidler, Judit Polgár, Alexander Grischtschuk, Ruslan Ponomarjow, Wladimir Akopjan, Étienne Bacrot, Jewgeni Alexejew, Rustam Kasimdzhanov und Pawel Eljanow.
Jeder Veranstalter hatte das Recht, jeweils einen Spieler seiner Wahl mit einer Elo von mindestens 2550 zu nominieren. Dem FIDE-Präsidenten stand darüber hinaus eine Nominierung eines Spielers zu, der in der Oktober-Rangliste unter den ersten 40 stand. Weitere Spieler aus jeweils unterschiedlichen Ländern sollten von ihm ausgewählt werden, wenn gesetzte Spieler auf ihre Teilnahme verzichten würden.
Auch was das Interesse der Spitzenspieler betrifft, war die FIDE bei ihrer Planung offenbar zu optimistisch. Von den gesetzten Spielern entschieden sich Anand, Kramnik, Topalow und Schirow gegen eine Teilnahme. Ebenso verzichtete Morosewitsch, der seine Absage in einem Interview damit begründete, die gesamte Planung sei fehlerhaft, da sich der Zyklus über insgesamt vier Jahre erstrecke, wobei zwischen dem Bekanntwerden der Kandidatenfinalisten und der WM 18 Monate lägen.
Vom Präsidenten wurden Pjotr Swidler, Iwan Tscheparinow, Étienne Bacrot und Wang Yue nominiert. Dazu rückten Michael Adams und Alexander Grischtschuk von der Reserveliste nach. Judit Polgár, die den Vorrang vor Grischtschuk gehabt hätte, verzichtete ebenfalls auf eine Teilnahme.
Das Feld wurde durch die Nominierungen der Turnierveranstalter komplettiert:
- Baku: Vugar Gashimov
- Sotschi: Dmitri Jakowenko
- Doha: Muhammad al-Mudiyahki
- Montreux: Yannick Pelletier
- Elista: Ernesto Inarkiew
- Karlsbad: David Navara

## Regeln
Zur Berechnung der Grand-Prix-Rangliste erdachte die FIDE ein neuartiges System. Bei den Turnierregeln orientierte man sich an den beim Turnier in Sofia erprobten Regeln.

### Wertung
Für die Berechnung der Platzierungen innerhalb der Grand-Prix-Serie entschied sich die FIDE für ein kompliziertes System: Der Sieger eines jeden Turniers sollte 180 Punkte erhalten, der Zweite 150 und der Dritte 130. Für den 4. bis 14. Platz sollten 110 bis 10 Punkte vergeben werden, für jeden schlechteren Platz jeweils 10 Punkte weniger. Wenn Spieler die gleiche Anzahl von Brettpunkten aufweisen sollten, würden die gesamten Punkte geteilt, also waren z. B. im Falle eines von zwei Spielern geteilten ersten Platzes für beide Spieler je 165 Punkte vorgesehen.
Die Reihenfolge im Klassement ergab sich schließlich nach folgender Priorität:
- Die Summe der drei höchsten Grand-Prix-Punkte
- Die niedrigste Grand-Prix-Wertung (Streichresultat)
- Die insgesamt erzielten Brettpunkte
- Die Anzahl der Turniersiege
- Die Anzahl der 2. Plätze
- Die Anzahl der insgesamt gewonnenen Spiele

Analog zu den Grand-Prix-Punkten wurden auch die Anzahl der Turniersiege und der 2. Plätze geteilt, im o. g. Beispiel hätten beide Spieler also 0,5 Turniersiege.

### Turnierregeln
Für die ersten 40 Züge wurden jedem Spieler 120 Minuten Bedenkzeit eingeräumt, für die nächsten 20 Züge weitere 60 Minuten. Für den Rest der Partie standen 15 Minuten Bedenkzeit plus einem Inkrement von 30 Sekunden ab dem 61. Zug zur Verfügung.
Remisvereinbarungen durften nicht direkt getroffen, sondern mussten beim Schiedsrichter beantragt werden. Zulässig war analog zur Sofia-Regel ein solcher Antrag nur bei dreifacher Stellungswiederholung, Dauerschach, gemäß der 50-Züge-Regel oder bei einem theoretischen Remis.

## Schwierigkeiten im Verlauf der Serie
Nachdem bereits die Auswahl der Veranstaltungsorte und der teilnehmenden Spieler sich als schwierig erwiesen hatten, tauchten während der Serie weitere Probleme auf:
Knapp drei Wochen vor dem dritten Grand Prix wurde bekannt gegeben, dass dieses Turnier nicht in Doha, sondern in Elista stattfinden würde, das eigentlich als Veranstalter für das fünfte Turnier vorgesehen war. Auch das im April 2009 in Montreux geplante Turnier wurde abgesagt.
Nur drei Tage später wurde bekannt, dass die Generalversammlung der FIDE in Dresden eine umfassende Änderungen des WM-Zyklus erdacht hatte. Demnach sollte statt eines Kandidatenfinals ein Turnier mit acht Spielern ausgetragen werden. Hierfür sollten sich die beiden Erstplatzierten der Grand-Prix-Serie qualifizieren.
Die Entscheidung, mitten im Zyklus dessen Regeln zu ändern, sorgte für einige Entrüstung, zumal die Generalversammlung formal überhaupt nicht dazu befugt war, Änderungen am WM-Reglement vorzunehmen. Am 4. Dezember entschied sich Magnus Carlsen infolgedessen zum Ausstieg aus dem Grand Prix. Wenige Tage später folgte Michael Adams dessen Beispiel. Auch Lewon Aronjan fand in einem offenen Brief scharfe Worte, spielte den Grand Prix aber weiter.
Aufgrund dieser Entwicklung entschieden sich auch die Veranstalter aus Karlsbad, ihr Turnier ebenfalls nicht auszurichten. Sämtliche für 2009 geplante Veranstaltungen waren somit vakant.
Die von den Veranstaltern aus Doha, Montreux und Karlsbad nominierten Muhammad al-Mudiyahki, Yannick Pelletier und David Navara wurden seitens der FIDE aus der Turnierserie entfernt. Die verbliebenen Spieler der Rating-Liste rückten in das Teilnehmerfeld nach. Dabei ergab sich allerdings das rechnerische Problem, dass nicht alle Spieler ihre vier Turniere absolvieren konnten.
Der vierte Grand Prix wurde schließlich nach Naltschik vergeben, der fünfte zunächst nach Jerewan und schließlich nach Dschermuk. Für das sechste Turnier wurde lange Zeit kein Veranstalter gefunden; Ende 2009 wurde der Grand Prix in Astrachan angekündigt. Die beiden Reserveveranstalter Istanbul und Teheran standen offenbar nicht mehr zur Disposition. Entgegen dem ursprünglichen Plan, auf verschiedenen Kontinenten zu spielen, wurden nunmehr alle sechs Turniere in der Kaukasus-Region ausgetragen, wodurch der Grand Prix gelegentlich auch als Kaukasus-Cup bezeichnet wird.

## Turniere
Die Turnierserie wurde erst im Mai 2010 abgeschlossen. Die ersten fünf Turniere gehörten zur Kategorie 19, was einem Elo-Schnitt zwischen 2700 und 2725 entspricht. Das letzte Turnier der Serie erreichte die Kategorie 20.

### Baku April/Mai 2008
Der Auftakt zur Grand-Prix-Serie fand vom 21. April bis zum 5. Mai 2008 in Baku statt. Die Führung bei diesem ersten Turnier wechselte häufig. Alexander Gritschtschuk erwischte einen guten Start, wurde dann aber von Vugar Gashimov als Spitzenreiter abgelöst. Zu guter Letzt teilte sich Gashimov den Turniersieg mit Wang Yue und Magnus Carlsen, der zunächst schlecht ins Turnier gekommen war.
|     |                        | 1 | 2 | 3 | 4 | 5 | 6 | 7 | 8 | 9 | 10 | 11 | 12 | 13 | 14 | Pkt. | GP-Pkt. |
| --- | ---------------------- | - | - | - | - | - | - | - | - | - | -- | -- | -- | -- | -- | ---- | ------- |
| 1.  | Vugar Gashimov         |   | ½ | ½ | ½ | 1 | ½ | 1 | ½ | 1 | ½  | ½  | ½  | ½  | ½  | 8    | 153⅓    |
| 2.  | Wang Yue               | ½ |   | ½ | ½ | ½ | ½ | 1 | ½ | ½ | 1  | 1  | ½  | ½  | ½  | 8    | 153⅓    |
| 3.  | Magnus Carlsen         | ½ | ½ |   | 0 | ½ | 1 | ½ | 1 | ½ | ½  | ½  | ½  | 1  | 1  | 8    | 153⅓    |
| 4.  | Shakriyar Mamedyarov   | ½ | ½ | 1 |   | ½ | ½ | ½ | ½ | ½ | 1  | 0  | 1  | 1  | 0  | 7½   | 105     |
| 5.  | Alexander Grischtschuk | 0 | ½ | ½ | ½ |   | ½ | ½ | ½ | ½ | ½  | 1  | 1  | ½  | 1  | 7½   | 105     |
| 6.  | Michael Adams          | ½ | ½ | 0 | ½ | ½ |   | 1 | ½ | 0 | 0  | 1  | 1  | ½  | ½  | 6½   | 85      |
| 7.  | Pjotr Swidler          | 0 | 0 | ½ | ½ | ½ | 0 |   | ½ | 1 | 1  | ½  | ½  | ½  | 1  | 6½   | 85      |
| 8.  | Teimour Radjabov       | ½ | ½ | 0 | ½ | ½ | ½ | ½ |   | 1 | ½  | 0  | 0  | 1  | ½  | 6    | 60      |
| 9.  | Gata Kamsky            | 0 | ½ | ½ | ½ | ½ | 1 | 0 | 0 |   | ½  | ½  | ½  | ½  | 1  | 6    | 60      |
| 10. | Sergei Karjakin        | ½ | 0 | ½ | 0 | ½ | 1 | 0 | ½ | ½ |    | ½  | ½  | ½  | 1  | 6    | 60      |
| 11. | Iwan Tscheparinow      | ½ | 0 | ½ | 1 | 0 | 0 | ½ | 1 | ½ | ½  |    | 0  | 0  | 1  | 5½   | 35      |
| 12. | David Navara           | ½ | ½ | ½ | 0 | 0 | 0 | ½ | 1 | ½ | ½  | 1  |    | ½  | 0  | 5½   | 35      |
| 13. | Etienne Bacrot         | ½ | ½ | 0 | 0 | ½ | ½ | ½ | 0 | ½ | ½  | 1  | ½  |    | 0  | 5    | 15      |
| 14. | Ernesto Inarkiew       | ½ | ½ | 0 | 1 | 0 | ½ | 0 | ½ | 0 | 0  | 0  | 1  | 1  |    | 5    | 15      |

### Sotschi Juli/August 2008
Das Grand-Prix-Turnier in Sotschi fand vom 31. Juli bis zum 14. August statt. Hier trat mit Wassyl Iwantschuk einer der Topfavoriten erstmals auf, erlebte aber einen klassischen Fehlstart, den er erst mit einem Sieg über Aronjan in der vierten Partie abmildern konnte. Dagegen führte Außenseiter Iwan Tscheparinow das Feld an. Am Ende zog jedoch Lewon Aronjan am Feld vorbei und sicherte sich den alleinigen Turniersieg.
|     |                        | 1 | 2 | 3 | 4 | 5 | 6 | 7 | 8 | 9 | 10 | 11 | 12 | 13 | 14 | Pkt. | GP-Pkt. |
| --- | ---------------------- | - | - | - | - | - | - | - | - | - | -- | -- | -- | -- | -- | ---- | ------- |
| 1.  | Lewon Aronjan          |   | ½ | ½ | ½ | ½ | ½ | ½ | 0 | ½ | 1  | 1  | 1  | 1  | 1  | 8½   | 180     |
| 2.  | Teimour Radjabov       | ½ |   | 0 | ½ | 0 | ½ | 1 | ½ | ½ | ½  | 1  | 1  | 1  | 1  | 8    | 150     |
| 3.  | Wang Yue               | ½ | 1 |   | ½ | ½ | ½ | ½ | ½ | ½ | ½  | ½  | 1  | ½  | ½  | 7½   | 120     |
| 4.  | Gata Kamsky            | ½ | ½ | ½ |   | ½ | ½ | ½ | 1 | ½ | ½  | 0  | ½  | 1  | 1  | 7½   | 120     |
| 5.  | Pjotr Swidler          | ½ | 1 | ½ | ½ |   | 1 | 0 | 0 | 1 | ½  | 0  | ½  | ½  | 1  | 7    | 90      |
| 6.  | Dmitri Jakowenko       | ½ | ½ | ½ | ½ | 0 |   | ½ | ½ | 1 | ½  | 1  | ½  | ½  | ½  | 7    | 90      |
| 7.  | Sergei Karjakin        | ½ | 0 | ½ | ½ | 1 | ½ |   | ½ | ½ | 0  | 1  | ½  | ½  | 1  | 7    | 90      |
| 8.  | Wassyl Iwantschuk      | 1 | ½ | ½ | 0 | 1 | ½ | ½ |   | ½ | ½  | ½  | 0  | ½  | ½  | 6½   | 65      |
| 9.  | Vugar Gashimov         | ½ | ½ | ½ | ½ | 0 | 0 | ½ | ½ |   | ½  | ½  | ½  | 1  | 1  | 6½   | 65      |
| 10. | Alexander Grischtschuk | 0 | ½ | ½ | ½ | ½ | ½ | 1 | ½ | ½ |    | 0  | ½  | ½  | ½  | 6    | 45      |
| 11. | Iwan Tscheparinow      | 0 | 0 | ½ | 1 | 1 | 0 | 0 | ½ | ½ | 1  |    | ½  | ½  | ½  | 6    | 45      |
| 12. | Boris Gelfand          | 0 | 0 | 0 | ½ | ½ | ½ | ½ | 1 | ½ | ½  | ½  |    | ½  | ½  | 5½   | 30      |
| 13. | David Navara           | 0 | 0 | ½ | 0 | ½ | ½ | ½ | ½ | 0 | ½  | ½  | ½  |    | 0  | 4    | 15      |
| 14. | Muhammad al-Mudiyahki  | 0 | 0 | ½ | 0 | 0 | ½ | 0 | ½ | 0 | ½  | ½  | ½  | 1  |    | 4    | 15      |

### Elista Dezember 2008
Das Turnier in Elista fand zwischen dem 14. und 28. Dezember 2008 statt. Hatte bei den ersten beiden Turnieren die Führung oft gewechselt, verlief das dritte Turnier der Serie gleichmäßiger. Die drei geteilten Sieger, Radjabov, Jakowenko und Grischtschuk bewiesen im Turnier die größte Konstanz.
|     |                        | 1 | 2 | 3 | 4 | 5 | 6 | 7 | 8 | 9 | 10 | 11 | 12 | 13 | 13 | Pkt. | GP-Pkt. |
| --- | ---------------------- | - | - | - | - | - | - | - | - | - | -- | -- | -- | -- | -- | ---- | ------- |
| 1.  | Teimour Radjabov       |   | ½ | ½ | ½ | ½ | 1 | ½ | ½ | 1 | ½  | 1  | 1  | ½  | 0  | 8    | 153⅓    |
| 2.  | Dmitri Jakowenko       | ½ |   | ½ | ½ | ½ | ½ | ½ | 1 | 1 | ½  | ½  | ½  | ½  | 1  | 8    | 153⅓    |
| 3.  | Alexander Grischtschuk | ½ | ½ |   | 0 | 1 | ½ | ½ | 1 | ½ | ½  | 1  | 1  | ½  | ½  | 8    | 153⅓    |
| 4.  | Vugar Gashimov         | ½ | ½ | 1 |   | 0 | ½ | 1 | ½ | ½ | ½  | ½  | 1  | ½  | ½  | 7½   | 110     |
| 5.  | Péter Lékó             | ½ | ½ | 0 | 1 |   | 0 | ½ | ½ | ½ | 1  | ½  | ½  | ½  | ½  | 6½   | 80      |
| 6.  | Étienne Bacrot         | 0 | ½ | ½ | ½ | 1 |   | ½ | ½ | ½ | ½  | ½  | ½  | ½  | ½  | 6½   | 80      |
| 7.  | Shakriyar Mamedyarov   | ½ | ½ | ½ | 0 | ½ | ½ |   | ½ | ½ | ½  | ½  | 1  | ½  | ½  | 6½   | 80      |
| 8.  | Wang Yue               | ½ | 0 | 0 | ½ | ½ | ½ | ½ |   | ½ | 1  | ½  | 1  | ½  | ½  | 6½   | 80      |
| 9.  | Rustam Kasimdzhanov    | 0 | 0 | ½ | ½ | ½ | ½ | ½ | ½ |   | 1  | 0  | ½  | 1  | 1  | 6½   | 80      |
| 10. | Iwan Tscheparinow      | ½ | ½ | ½ | ½ | 0 | ½ | ½ | 0 | 0 |    | 1  | 0  | 1  | 1  | 6    | 50      |
| 11. | Jewgeni Alexejew       | 0 | ½ | 0 | ½ | ½ | ½ | ½ | ½ | 1 | 0  |    | 0  | 1  | ½  | 5½   | 35      |
| 12. | Pawel Eljanow          | 0 | ½ | 0 | 0 | ½ | ½ | 0 | 0 | ½ | 1  | 1  |    | ½  | 1  | 5½   | 35      |
| 13. | Wladimir Akopjan       | ½ | ½ | ½ | ½ | ½ | ½ | ½ | ½ | 0 | 0  | 0  | ½  |    | ½  | 5    | 15      |
| 14. | Ernesto Inarkiew       | 1 | 0 | ½ | ½ | ½ | ½ | ½ | ½ | 0 | 0  | ½  | 0  | ½  |    | 5    | 15      |

### Naltschik April 2009
Mitten in der Krisenregion Kabardino-Balkarien fand vom 14. bis zum 29. April 2009 der vierte Grand Prix statt. Bei seinem zweiten Auftritt heimste Lewon Aronjan erneut die volle Punktzahl ein. In der letzten Runde schlug er den gleichauf liegenden Péter Lékó und verwies diesen auf den 2. Platz.
|     |                        | 1 | 2 | 3 | 4 | 5 | 6 | 6 | 8 | 9 | 9 | 11 | 12 | 13 | 14 | Pkt. | GP-Pkt. |
| --- | ---------------------- | - | - | - | - | - | - | - | - | - | - | -- | -- | -- | -- | ---- | ------- |
| 1.  | Lewon Aronjan          |   | 1 | 1 | ½ | ½ | ½ | ½ | ½ | 0 | ½ | 1  | 1  | ½  | 1  | 8½   | 180     |
| 2.  | Péter Lékó             | 0 |   | 1 | ½ | ½ | ½ | 1 | ½ | ½ | ½ | ½  | ½  | 1  | ½  | 7½   | 140     |
| 3.  | Wladimir Akopjan       | 0 | 0 |   | ½ | 1 | ½ | ½ | 1 | 1 | ½ | ½  | ½  | ½  | 1  | 7½   | 140     |
| 4.  | Alexander Grischtschuk | ½ | ½ | ½ |   | 1 | 1 | 1 | 0 | ½ | ½ | 0  | 0  | 1  | ½  | 7    | 105     |
| 5.  | Étienne Bacrot         | ½ | ½ | 0 | 0 |   | 1 | ½ | ½ | 1 | ½ | 1  | ½  | ½  | ½  | 7    | 105     |
| 6.  | Jewgeni Alexejew       | ½ | ½ | ½ | 0 | 0 |   | ½ | ½ | 1 | ½ | ½  | ½  | ½  | 1  | 6½   | 85      |
| 6.  | Boris Gelfand          | ½ | 0 | ½ | 0 | ½ | ½ |   | ½ | 1 | ½ | 1  | ½  | 1  | 0  | 6½   | 85      |
| 8.  | Gata Kamsky            | ½ | ½ | 0 | 1 | ½ | ½ | ½ |   | 0 | 1 | ½  | ½  | ½  | 0  | 6    | 55      |
| 9.  | Sergei Karjakin        | 1 | ½ | 0 | ½ | 0 | 0 | 0 | 1 |   | 1 | ½  | ½  | ½  | ½  | 6    | 55      |
| 9.  | Pjotr Swidler          | ½ | ½ | ½ | ½ | ½ | ½ | ½ | 0 | 0 |   | 0  | 1  | ½  | 1  | 6    | 55      |
| 11. | Shakriyar Mamedyarov   | 0 | ½ | ½ | 1 | 0 | ½ | 0 | ½ | ½ | 1 |    | ½  | ½  | ½  | 6    | 55      |
| 12. | Wassyl Iwanstschuk     | 0 | ½ | ½ | 1 | ½ | ½ | ½ | ½ | ½ | 0 | ½  |    | 0  | ½  | 5½   | 20      |
| 13. | Rustam Kasimdzhanov    | ½ | 0 | ½ | 0 | ½ | ½ | 0 | ½ | ½ | ½ | ½  | 1  |    | ½  | 5½   | 20      |
| 14. | Pawel Eljanow          | 0 | ½ | 0 | ½ | ½ | 0 | 1 | 1 | ½ | 0 | ½  | ½  | ½  |    | 5½   | 20      |

### Dschermuk August 2009
Der fünfte Grand Prix fand vom 8. bis zum 23. August 2009 im armenischen Dschermuk statt. Bei diesem Turnier ging es sehr eng zu, zeitweise lagen vier Spieler gleichauf an der Spitze. Am Ende siegte Wassyl Iwantschuk allein und bewahrte sich die Chancen auf das Kandidatenturnier. Dieses erreichte Lewon Aronjan bereits durch seinen 2. Platz im Turnier. Péter Lékó dagegen verpasste den Turniersieg wie schon in Naltschik durch eine Niederlage in der letzten Runde.
|     |                     | 1 | 2 | 3 | 4 | 5 | 6 | 7 | 8 | 9 | 10 | 11 | 12 | 13 | 14 | Pkt. | GP-Pkt. |
| --- | ------------------- | - | - | - | - | - | - | - | - | - | -- | -- | -- | -- | -- | ---- | ------- |
| 1.  | Wassyl Iwantschuk   |   | ½ | 1 | ½ | ½ | 1 | ½ | ½ | ½ | ½  | ½  | 1  | ½  | 1  | 8½   | 180     |
| 2.  | Lewon Aronjan       | ½ |   | 1 | 0 | ½ | 1 | ½ | 0 | ½ | 1  | 1  | ½  | 1  | ½  | 8    | 140     |
| 3.  | Boris Gelfand       | 0 | 0 |   | 1 | 1 | ½ | ½ | ½ | ½ | ½  | ½  | 1  | 1  | 1  | 8    | 140     |
| 4.  | Rustam Kasimdzhanov | ½ | 1 | 0 |   | ½ | ½ | ½ | ½ | ½ | ½  | ½  | ½  | 1  | 1  | 7½   | 100     |
| 5.  | Péter Lékó          | ½ | ½ | 0 | ½ |   | ½ | 1 | ½ | ½ | ½  | ½  | ½  | 1  | 1  | 7½   | 100     |
| 6.  | Jewgeni Alexejew    | 0 | 0 | ½ | ½ | ½ |   | ½ | 1 | ½ | 1  | ½  | ½  | 1  | 1  | 7½   | 100     |
| 7.  | Sergei Karjakin     | ½ | ½ | ½ | ½ | 0 | ½ |   | ½ | 1 | ½  | ½  | 1  | ½  | ½  | 7    | 80      |
| 8.  | Pawel Eljanow       | ½ | 1 | ½ | ½ | ½ | 0 | ½ |   | ½ | 0  | ½  | ½  | ½  | 1  | 6½   | 70      |
| 9.  | Étienne Bacrot      | ½ | ½ | ½ | ½ | ½ | ½ | 0 | ½ |   | ½  | 1  | ½  | 0  | ½  | 6    | 55      |
| 10. | Gata Kamsky         | ½ | 0 | ½ | ½ | ½ | 0 | ½ | 1 | ½ |    | 0  | ½  | 1  | ½  | 6    | 55      |
| 11. | Dmitri Jakowenko    | ½ | 0 | ½ | ½ | ½ | ½ | ½ | ½ | 0 | 1  |    | ½  | 0  | 0  | 5    | 35      |
| 12. | Wladimir Akopjan    | 0 | ½ | 0 | ½ | ½ | ½ | 0 | ½ | ½ | ½  | ½  |    | ½  | ½  | 5    | 35      |
| 13. | Ernesto Inarkiew    | ½ | 0 | 0 | 0 | 0 | 0 | ½ | ½ | 1 | 0  | 1  | ½  |    | ½  | 4½   | 20      |
| 14. | Iwan Tscheparinow   | 0 | ½ | 0 | 0 | 0 | 0 | ½ | 0 | ½ | ½  | 1  | ½  | ½  |    | 4    | 10      |

### Astrachan Mai 2010
Das sechste und letzte Turnier fand erst vom 9. bis zum 25. Mai 2010 im russischen Astrachan statt. Das Turnier wurde um fünf Monate verschoben. Es siegte der Ukrainer Pawel Eljanow, der jedoch auf die Qualifikation für das Kandidatenturnier nicht mehr hoffen durfte. Diese sicherte sich Teimour Radjabov.
|     |                      | 1 | 2 | 3 | 4 | 5 | 6 | 7 | 8 | 9 | 10 | 11 | 12 | 13 | 14 | Pkt. | GP-Pkt. |
| --- | -------------------- | - | - | - | - | - | - | - | - | - | -- | -- | -- | -- | -- | ---- | ------- |
| 1.  | Pawel Eljanow        |   | 0 | ½ | ½ | 0 | 1 | 1 | ½ | 1 | ½  | ½  | ½  | 1  | 1  | 8    | 180     |
| 2.  | Ruslan Ponomarjow    | 1 |   | 0 | ½ | ½ | ½ | ½ | 1 | ½ | ½  | 1  | 0  | ½  | ½  | 7    | 116     |
| 2.  | Dmitri Jakowenko     | ½ | 1 |   | ½ | ½ | ½ | ½ | ½ | ½ | ½  | ½  | ½  | ½  | ½  | 7    | 116     |
| 2.  | Shakriyar Mamedyarov | ½ | ½ | ½ |   | 1 | 0 | 1 | ½ | ½ | 0  | ½  | ½  | 1  | ½  | 7    | 116     |
| 2.  | Jewgeni Alexejew     | 1 | ½ | ½ | 0 |   | ½ | 0 | ½ | ½ | ½  | ½  | ½  | 1  | 1  | 7    | 116     |
| 2.  | Teimour Radjabov     | 0 | ½ | ½ | 1 | ½ |   | ½ | ½ | ½ | ½  | ½  | ½  | ½  | 1  | 7    | 116     |
| 7.  | Peter Leko           | 0 | ½ | ½ | 0 | 1 | ½ |   | 1 | ½ | ½  | ½  | ½  | ½  | ½  | 6½   | 70      |
| 7.  | Vugar Gashimov       | ½ | 0 | ½ | ½ | ½ | ½ | 0 |   | ½ | ½  | ½  | 1  | 1  | ½  | 6½   | 70      |
| 7.  | Wang Yue             | 0 | ½ | ½ | ½ | ½ | ½ | ½ | ½ |   | ½  | ½  | ½  | ½  | 1  | 6½   | 70      |
| 10. | Boris Gelfand        | ½ | ½ | ½ | 1 | ½ | ½ | ½ | ½ | ½ |    | 0  | ½  | 0  | ½  | 6    | 45      |
| 10. | Pjotr Swidler        | ½ | 0 | ½ | ½ | ½ | ½ | ½ | ½ | ½ | 1  |    | ½  | 0  | ½  | 6    | 45      |
| 12. | Wassyl Iwantschuk    | ½ | 1 | ½ | ½ | ½ | ½ | ½ | 0 | ½ | ½  | ½  |    | 0  | 0  | 5½   | 20      |
| 12. | Ernesto Inarkiew     | 0 | ½ | ½ | 0 | 0 | ½ | ½ | 0 | ½ | 1  | 1  | 1  |    | 0  | 5½   | 20      |
| 12. | Wladimir Akopjan     | 0 | ½ | ½ | ½ | 0 | 0 | ½ | ½ | 0 | ½  | ½  | 1  | 1  |    | 5½   | 20      |

## Gesamtstand
Lewon Aronjan und Teimour Radjabov haben sich regulär für das Kandidatenturnier qualifiziert, Grischtschuk auf Grund Magnus Carlsens Rückzug ebenfalls.
| Pl. | Spieler                | Land                | 1    | 2   | 3    | 4   | 5   | 6   | Turn. | Pkt. | ZW | BP  | 1. Pl. | 2. Pl. | Siege |
| --- | ---------------------- | ------------------- | ---- | --- | ---- | --- | --- | --- | ----- | ---- | -- | --- | ------ | ------ | ----- |
| 1.  | Lewon Aronjan          | Armenien            | -    | 180 | -    | 180 | 140 | -   | 3     | 500  | 0  | 25  | 2      | ½      | 15    |
| 2.  | Teimour Radjabov       | Aserbaidschan       | 60   | 150 | 153⅓ | -   | -   | 116 | 4     | 419⅓ | 60 | 29  | ⅓      | 1,2    | 13    |
| 3.  | Alexander Grischtschuk | Russland            | 105  | 45  | 153⅓ | 105 | -   | -   | 4     | 363⅓ | 45 | 28½ | ⅓      | ½      | 12    |
| 4.  | Dmitri Jakowenko       | Russland            | -    | 90  | 153⅓ | -   | 35  | 116 | 4     | 359⅓ | 35 | 27  | ⅓      | 0,2    | 7     |
| 5.  | Wang Yue               | Volksrepublik China | 153⅓ | 120 | 80   | -   | -   | 70  | 4     | 353⅓ | 70 | 28½ | ⅓      | 0      | 8     |
| 6.  | Vugar Gashimov         | Aserbaidschan       | 153⅓ | 65  | 110  | -   | -   | 70  | 4     | 335⅓ | 65 | 28½ | ⅓      | 0      | 10    |
| 7.  | Péter Lékó             | Ungarn              | -    | -   | 80   | 140 | 100 | 70  | 4     | 320  | 70 | 28  | 0      | ½      | 10    |
| 8.  | Jewgeni Alexejew       | Russland            |      |     | 35   | 95  | 100 | 116 | 4     | 311  | 35 | 26½ | 0      | 0,2    | 11    |
| 9.  | Shakhriyar Mamedyarov  | Aserbaidschan       | 105  | -   | 80   | 55  | -   | 116 | 4     | 301  | 55 | 27  | 0      | 0,2    | 10    |
| 10. | Pawel Eljanow          | Ukraine             |      |     | 35   | 20  | 70  | 180 | 4     | 285  | 20 | 25½ | 1      | 0      | 12    |
| 11. | Boris Gelfand          | Israel              | -    | 30  | -    | 95  | 140 | 45  | 3     | 280  | 30 | 26  | 0      | ½      | 10    |
| 12. | Wassyl Iwantschuk      | Ukraine             | -    | 65  | -    | 20  | 180 | 20  | 4     | 265  | 20 | 26  | 1      | 0      | 8     |
| 13. | Étienne Bacrot         | Frankreich          | 15   | -   | 80   | 105 | 55  | -   | 4     | 240  | 15 | 24½ | 0      | 0      | 6     |
| 14. | Gata Kamsky            | Vereinigte Staaten  | 60   | 120 | -    | 55  | 55  | -   | 4     | 235  | 55 | 25½ | 0      | 0      | 9     |
| 15. | Sergei Karjakin        | Ukraine             | 60   | 90  | -    | 55  | 80  | -   | 4     | 230  | 55 | 26  | 0      | 0      | 10    |
| 16. | Pjotr Swidler          | Russland            | 85   | 90  | -    | 55  | -   | 45  | 4     | 230  | 45 | 25½ | 0      | 0      | 10    |
| 17. | Rustam Kasimdzhanov    | Usbekistan          |      |     | 80   | 20  | 100 | -   | 3     | 200  | 0  | 19½ | 0      | 0      | 7     |
| 18. | Wladimir Akopjan       | Armenien            |      |     | 15   | 140 | 35  | 20  | 4     | 195  | 15 | 23  | 0      | ½      | 6     |
| 19. | Iwan Tscheparinow      | Bulgarien           | 35   | 45  | 50   | -   | 10  | -   | 4     | 130  | 10 | 21½ | 0      | 0      | 10    |
| 20. | Ruslan Ponomarjow      | Ukraine             |      |     |      |     |     | 116 | 1     | 116  | 0  | 7   | 0      | 0,2    | 3     |
| 21. | Ernesto Inarkiew       | Russland            | 15   | -   | 15   | -   | 20  | 20  | 4     | 55   | 15 | 20  | 0      | 0      | 9     |
| -   | Magnus Carlsen         | Norwegen            | 153⅓ | -   |      |     |     |     | 1     | 153⅓ | 0  | 8   | ?      | 0      | 4     |
| -   | Michael Adams          | England             | 85   | -   |      |     |     |     | 1     | 85   | 0  | 6½  | 0      | 0      | 3     |
| -   | David Navara           | Tschechien          | 35   | 15  |      |     |     |     | 2     | 50   | 0  | 9½  | 0      | 0      | 2     |
| -   | Muhammad al-Mudiyahki  | Katar               | -    | 15  |      |     |     |     | 1     | 15   | 0  | 4   | 0      | 0      | 1     |
| -   | Yannick Pelletier      | Schweiz             | -    | -   |      |     |     |     | 0     | 0    | 0  | 0   | 0      | 0      | 0     |

Grün markierte Spieler sind für das Kandidatenturnier qualifiziert.
Legende:
- Pl.: Platz
- 1,...,6 Ergebnis eines Spielers beim jeweiligen Turnier
- Turn.: Anzahl der gespielten Turniere
- Pkt.: Gesamtpunktzahl
- ZW: Zweitwertung
- BP: Brettpunkte
- 1. Pl.: Zahl der erreichten ersten Plätze
- 2. Pl.: Zahl der erreichten zweiten Plätze

## Zukunft des Grand Prix
Der Grand Prix hatte die ihn gesteckten Erwartungen der FIDE bezüglich der Attraktivität für Spieler, Veranstalter und Sponsoren offenbar verfehlt. Neben dem letzten Turnier der aktuellen Serie war auch eine Neuauflage gefährdet. Das FIDE-Präsidium beschloss zunächst, dass künftig keine Grand-Prix-Serie mehr ausgetragen werde, sofern nicht bis Oktober 2009 die Verträge mit allen Veranstaltern geschlossen seien. Bis zum Ende der Serie lagen weder Erkenntnisse zur Neuauflage noch ein neuer Qualifikationsmodus vor. Mit dem FIDE Grand Prix 2012–2013 gab es dann aber doch eine Fortsetzung.